# Ramilia pruinosa
Ramilia pruinosa är en skalbaggsart som beskrevs av Edgar von Harold 1878. Ramilia pruinosa ingår i släktet Ramilia och familjen Melolonthidae. Inga underarter finns listade i Catalogue of Life.